# スタディオ・サン・ニコラ
スタディオ・サン・ニコラ (Stadio San Nicola) は、イタリア・バーリにある多目的スタジアム。設計者はレンゾ・ピアノ。主にサッカーの試合に使用されており、SSCバーリがホームスタジアムとしている。収容人数は58,248。

## 概要
1990年のFIFAワールドカップ・イタリア大会のために建設され、同大会ではグループBの3試合、1回戦、3位決定戦の合計5試合が行なわれた。
1991年5月29日にはUEFAチャンピオンズカップの決勝が行なわれた。バーリで開催された1997年の地中海競技大会では陸上競技会場として使用された。